# Herrarnas lagtävling i värja vid olympiska sommarspelen 1976
Herrarnas lagtävling i värja i de olympiska fäktningstävlingarna 1976 i Montréal avgjordes den 28-29 juli.

## Medaljörer
| Event      | Guld                                                                           | Silver                                                                                | Brons                                                                                       |
| Värja, lag | Sverige Carl von Essen Hans Jacobson Rolf Edling Leif Högström Göran Flodström | Västtyskland Alexander Pusch Hans-Jürgen Hehn Reinhold Behr Volker Fischer Hanns Jana | Schweiz François Suchanecki Michel Poffet Daniel Giger Christian Kauter Jean-Blaise Evequoz |

## Laguppställninga
| Argentina - Daniel Feraud - Fernando Lupiz - Juan Daniel Pirán - Omar Vergara Österrike - Herbert Lindner - Karl-Heinz Müller - Herbert Polzhuber - Peter Zobl-Wessely Kanada - Alain Dansereau - Michel Dessureault - Geza Tatrallyay - George Varaljay Finland - Heikki Hulkkonen - Risto Hurme - Jussi Pelli - Veikko Salminen Frankrike - Philippe Boisse - François Jeanne - Philippe Riboud - Jacques La Degaillerie Storbritannien - Teddy Bourne - Bill Hoskyns - Ralph Johnson - Tim Belson - Martin Beevers | Hongkong - Chan Matthew - Denis Cunningham - Kam Roger - Ng Wing Biu Ungern - Csaba Fenyvesi - Sándor Erdős - István Osztrics - Pál Schmitt - Győző Kulcsár Iran - Sarkis Assatourian - Iraj Dastgerdi - Ali Asghar Pashapour-Alamdari - Esfandihar Zarnegar Italien - John Pezza - Nicola Granieri - Fabio Dal Zotto - Marcello Bertinetti - Giovanni Battista Coletti Norge - Nils Koppang - Jeppe Normann - Kjell Otto Moe - Bård Vonen - Ole Mørch Polen - Jerzy Janikowski - Zbigniew Matwiejew - Leszek Swornowski - Marceli Wiech Rumänien - Ioan Popa - Anton Pongratz - Nicolae Iorgu - Paul Szabo | Sovjetunionen - Aleksandr Abusjachmetov - Viktor Modzalevskj - Vasyl Stankovjtj - Aleksandr Bjkov - Boris Lukomskij Sverige - Carl von Essen d.y. - Hans Jacobson - Rolf Edling - Leif Högström - Göran Flodström Schweiz - Daniel Giger - Christian Kauter - Michel Poffet - François Suchanecki - Jean-Blaise Evéquoz Thailand - Sneh Chousurin - Taweewat Hurapan - Sutipong Santitevagul - Royengyot Srivorapongpant - Samachai Trangjaroenngarm USA - Scotty Bozek - Brooke Makler - George Masin - Paul Pesthy Västtyskland - Hans-Jürgen Hehn - Volker Fischer - Alexander Pusch - Reinhold Behr - Hanns Jana |